# Pholiota malicola
Pholiota malicola es una especie de hongo basidiomicetos de la familia Strophariaceae, familia de setas.
Originalmente llamado Flammula malicola por el micólogo Calvin Henry Kaufman en el año 1926, fue transferido al género Pholiota por Alexander H. Smith en el año 1934. Se encuentra en América del Norte y Australia.